# Rah Digga
Rah Digga é uma rapper americana que se tornou mais conhecida por ser um membro do Flipmode Squad, um grupo americano de Hip hop liderado por Busta Rhymes. Em 2007, Rah Digga deixou o grupo e um tempo depois ela assinou contrato com a gravadora The Inc. Records.